# Pozicijska vojna
Pozicijska vojna je vojaški spopad, ki se bije iz utrjenih pozicij na bojnih črtah - frontah (kot so: Zahodna fronta, Vzhodna fronta, Soška ali Avstrijsko-italijanska fronta ter Balkanska in solunska fronta). 
Ob srečanju nasprotnih vojsk se oblikujejo frontne črte, ki jih nato utrdijo z mrežo utrdb, stotinami kilometrov bodeče žice in sistemom rovov ter strelskih jarkov. Napadalci v juriših naskakujejo obrambne položaje nasprotnikov in imajo pri tem (običajno) velike izgube. Značilna je topniška predpriprava na pehotni napad (topovi se koncentrirajo na določeno mesto na fronti in ga obstreljujejo tudi po več dni skupaj). Za tem sledi napad pehote, ki poskuša fronto na tistem mestu prebiti. Napredovanja so minimalna, a če uspe napadalcem prebiti fronto na več mestih hkrati, lahko na hitro osvojijo velike dele ozemlja.
Drugi del prve svetovne vojne (1915 - 1918) je eden najbolj značilnih primerov pozicijske vojne.  